# Inflação de medalhas
Inflação de medalhas é um termo usado pelos média, principalmente nos Estados Unidos, para descrever o aumento no número de medalhas concedidas às forças armadas em tempos recentes e a perceção de desvalorização das medalhas por causa disso. O assunto vem sendo discutido desde pelo menos 1979, quando um livro sobre a Guerra do Vietname foi publicado. A Guerra ao Terror e, particularmente, a invasão do Iraque em 2003, tiveram um ressurgimento na cobertura, pois houve um rápido aumento no número de medalhas concedidas pelas forças dos EUA. Houve, no entanto, uma redução significativa no volume de medalhas quando a guerra entrou na fase de contrainsurgência.

## Estados Unidos

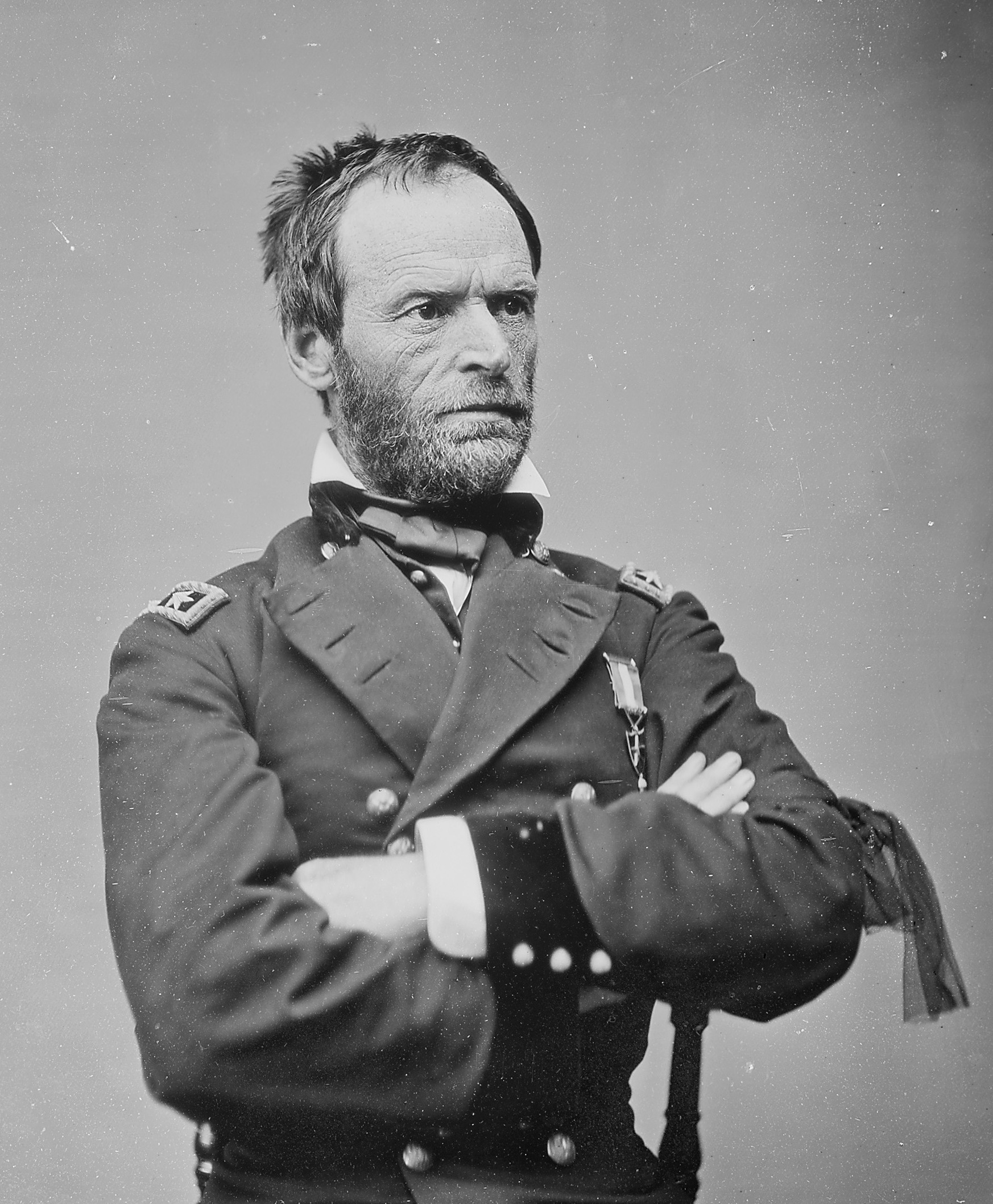
General William T. Sherman em 1865 usando uma única medalha.

Várias partes da mídia americana discutiram o problema percebido da inflação de medalhas; mais frequentemente desde o início da Guerra ao Terror em 2001, incluindo artigos no Huffington Post (Dorian De Wind), Newsweek (Evan Thomas) e NBC News (Michael Moran). Também foi discutido num livro de 2006 de Paul Robinson e num trabalho de 2016 de Michael P. Kreuzer. Tratamentos anteriores do assunto incluem um livro de 1979 (Crisis in Command) discutindo a situação na Guerra do Vietname e um artigo de 1996 no The New York Times. A questão discutida frequentemente é se as medalhas são merecidas ou estão a ser concedidas a uma taxa muito alta, levando à "desvalorização" da condecoração.
Historicamente, as Forças Armadas dos EUA têm dependido fortemente de oficiais comandantes individuais para solicitar e aprovar medalhas, levando a uma variabilidade significativa nos critérios exigidos para cada condecoração. Um crítico, o Coronel Jack Jacobs, que recebeu a Medalha de Honra no Vietname, disse, em 2004: "É um problema antigo com o Exército e a Força Aérea também. A autoridade para aprovar condecorações está num nível muito baixo, e isso tem uma tendência a aumentar a sua frequência. Além disso, sempre há um motivo político, ou componente, para dar condecorações, para manter o moral alto e criar uma história positiva para a frente interna". Um contraponto é que nas forças armadas dos EUA modernas as medalhas de um militar servem como o seu "currículo", indicando as suas realizações na carreira, em vez de servir para mostrar apenas o serviço mais valoroso ou meritório.

### História
O Exército dos Estados Unidos, talvez consciente dos princípios democráticos dos pais fundadores, era económico com as suas medalhas. Alguns generais distintos, incluindo os líderes da Guerra Civil Ulysses S. Grant e William Tecumseh Sherman, usavam poucas ou nenhuma medalha no seu uniforme. De facto, o Exército dos EUA não tinha nenhuma medalha para reconhecer a bravura no campo de batalha até à Guerra Civil, quando a Medalha de Honra foi introduzida pela primeira vez. A Medalha de Honra foi a única medalha desse tipo até o envolvimento dos EUA na Primeira Guerra Mundial, quando várias outras medalhas foram introduzidas. A controvérsia sobre o número de medalhas emitidas remonta pelo menos à Segunda Guerra Mundial. Durante o envolvimento inicial dos EUA no Norte da África, dois generais americanos visitaram a frente e emitiram 60 medalhas da Legião do Mérito. Estes critérios de medalhas deveriam tê-las limitado apenas a oficiais muito seniores e a maioria das 60 emitidas estava fora dos critérios. O presidente dos EUA, Franklin D. Roosevelt, desaprovou esta ação, mas não vetou as condecorações. A Segunda Guerra Mundial como um todo viu um aumento significativo no número de medalhas emitidas para militares individuais.

### Final do século XX

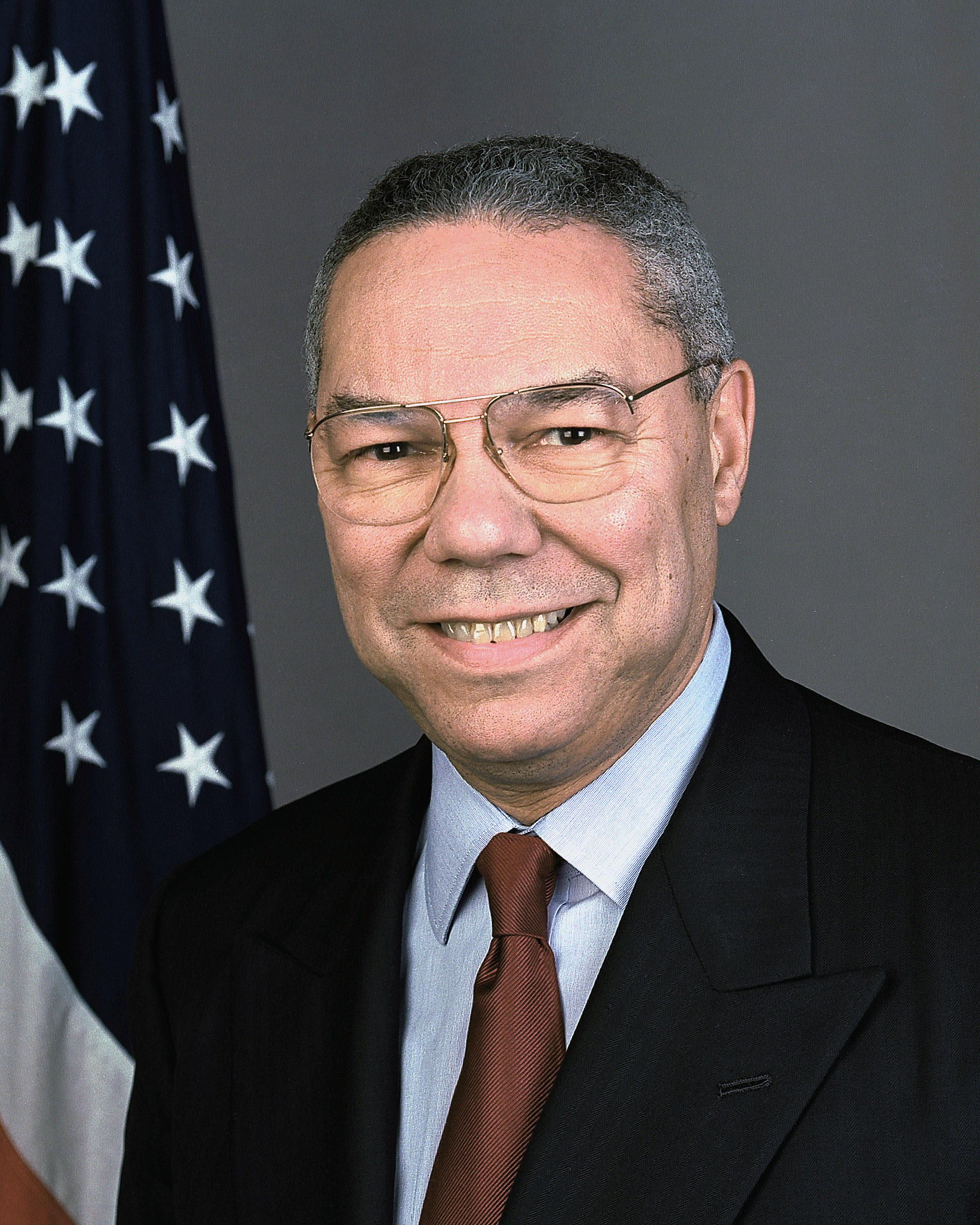
O general aposentado Colin Powell declarou que a sua condecoração da Legião do Mérito foi desvalorizada pela inflação de medalhas durante a Guerra do Vietname

Um grande número de condecorações de serviço (por "tempo de serviço") foram introduzidos após a Segunda Guerra Mundial, o que aumentou o número de medalhas que os militares poderiam esperar receber. A Guerra do Vietname trouxe o uso de medalhas de bravura militar como um meio de elevar o moral da força. Os historiadores Richard A. Gabriel e Paul L. Savage afirmam que "pacotes de medalhas" eram comuns nos quais um oficial recebia um conjunto de medalhas apenas por possuir uma determinada patente ou nomeação; levando a uma redução no valor percebido destas medalhas. Mais tarde, o general americano Colin Powell descreveu a prática dizendo que:
 
a Legião de Mérito que recebi? Talvez tivesse significado mais para mim numa guerra onde as medalhas não eram atribuídas de forma tão indiscriminada. Lembro-me de uma vez, como G-3 da divisão, de assistir a uma cerimónia de troca de comando de um batalhão numa base de fogo onde o comandante que estava de partida recebeu três Estrelas de Prata, a terceira maior condecoração do país por bravura, além de um conjunto de outras medalhas, após uma missão de seis meses. Teve um desempenho habilidoso, às vezes heroico. Era popular entre os seus homens. No entanto, as suas tropas tiveram de ficar ali a ouvir uma descrição exagerada de uma performance bastante típica... O "pacote" do comandante do batalhão que estava de partida, uma Estrela de Prata, uma Legião do Mérito e Medalhas Aéreas apenas por registar tempo de helicóptero, tornou-se quase um equipamento padrão.— Colin Powell
Tim O'Brien, que processou condecorações no Vietname para a sua unidade, disse sobre a época: "nós distribuímos condecorações - Corações Púrpuras, um e o mesmo para um homem morto ou um homem com uma unha raspada; Estrelas de Bronze por bravura, principalmente para oficiais que sabiam como fazer lobby".
Uma condecoração destacada como exemplo de inflação de medalhas é a Fita de Serviço do Exército, concedida por completar o treino inicial básico, introduzida pelo Exército dos EUA em tempos de paz em 1981. A invasão de Granada pelos EUA em 1983 também foi citada como exemplo: cerca de 8.600 medalhas de campanha foram concedidas, apesar de apenas 7.200 soldados realmente ter servido no país. O New York Times também observa que a concessão de medalhas de combate a marinheiros do USS Vincennes que abateram um avião civil, o voo 655 da Iran Air, em 1988, e a emissão de uma medalha Coração Púrpura para um paraquedista que sofreu uma insolação durante a invasão do Panamá pelos EUA em 1989 foram controversas. A Guerra do Golfo de 1990-91 viu quase 3,5 milhões de membros do serviço dos EUA receberem a Medalha de Serviço de Defesa Nacional, embora a maioria tenha permanecido nos Estados Unidos durante esse período.
Um estudo realizado em 1994 mostrou que havia alguma disparidade entre as Forças Armadas no que diz respeito à frequência de condecorações. A Força Aérea dos EUA concedeu 287 condecorações por 1.000 militares naquele ano, a Marinha dos EUA, 148, e o Corpo de Fuzileiros Navais dos EUA, apenas 70. Na época, houve pressão sobre o Corpo de Fuzileiros Navais para aumentar o número de medalhas emitidas para "alcançar" as outras Forças Armadas.

### Guerra ao Terror

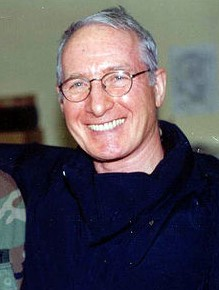
O coronel aposentado David Hackworth criticou a inflação de medalhas que percecionou durante a Guerra ao Terror

Durante a invasão do Iraque em 2003, foram feitas queixas em algumas partes dos média que o número de medalhas concedidas era desproporcional ao perigo enfrentado pelas tropas e que as condecorações por bravura eram mais provavelmente concedidas a oficiais do que a pessoal alistado. Das 26 Estrelas de Prata concedidas pela captura de Bagdade em 2003, 4 foram concedidas a coronéis, 11 a capitães e apenas 11 a suboficiais, nenhuma foi para soldados rasos; das 104 Estrelas de Bronze com emblema de bravura, 32 foram concedidas a oficiais e 72 a outras patentes (apenas 4 dos quais eram soldados rasos) e das 274 Estrelas de Bronze simples, 149 foram para oficiais, 133 para suboficiais e apenas 3 para soldados rasos. O Coração Púrpura, que é concedido automaticamente por ferimento e, portanto, talvez reflita melhor o perigo que os soldados individuais enfrentam, foi concedido 88 vezes, apenas 10 vezes a oficiais, 36 a suboficiais e 42 a soldados rasos.
A Força Aérea dos EUA foi alvo de críticas quanto ao número de medalhas concedidas durante a invasão: cerca de 69.000 medalhas foram entregues, significativamente mais do que o exército (que concedeu 40.000), apesar do facto de que o pessoal do exército estava, em geral, destacado para locais mais perigosos. A proporção de Estrelas de Bronze concedidas por fatalidade na Força Aérea dos EUA foi de 91:1 e no Exército de 27:1. O Corpo de Fuzileiros Navais dos EUA tomou medidas ativas para limitar o número de medalhas concedidas durante a invasão e foi elogiado por alguns na época por ter "mantido a inflação sob controlo"; concedeu apenas três Estrelas de Bronze por fatalidade sofrida. Alguns críticos notaram que a Força Aérea concede, em média, o dobro do número de medalhas por membro do serviço que a Marinha dos EUA.
Um crítico notório da inflação de medalhas, o Coronel David Hackworth criticou particularmente a Força Aérea por conceder a Cruz de Voo Distinto a um piloto por uma missão que errou o alvo em Bagdade e matou 16 civis. Hackworth comparou isto ao que seria necessário para receber a medalha na Segunda Guerra Mundial: "Na Segunda Guerra Mundial, quando eu via uma Cruz de Voo Distinto, isso significava que o sujeito havia feito 25 ou 30 missões sobre lugares perigosos como Hamburgo ou Berlim. Esses lugares às vezes tinham taxas de baixas de 50%. Agora, eles concedem medalhas a homens que pilotam bombardeiros invisíveis ao radar, cujas bombas erram Saddam e matam civis num restaurante. É um ultraje".  De facto, houve um número relativamente grande de Cruzes de Voo Distinto concedidas pela invasão: entre a sua criação em 1927 e 2002, apenas 3.300 medalhas foram concedidas, mas entre março de 2002 e fevereiro de 2004, 463 foram aprovadas.
Uma vez que a guerra estabilizou-se na fase de contra-insurgência, o número de medalhas concedidas diminuiu significativamente. Até 2009, a taxa de Medalhas de Honra concedidas era de apenas 0,1 por 100.000 militares, significativamente abaixo da proporção na Guerra da Coreia (2,3) e na Segunda Guerra Mundial (2,9). As razões citadas para isto foram que o desenvolvimento tecnológico da guerra reduziu o número de confrontos cara a cara com o inimigo; que a mudança dos insurgentes para dispositivos explosivos improvisados, morteiros e ataques de atiradores de elite, afastando-se das táticas padrão de infantaria, também reduziu o número de confrontos tradicionais e que o sistema de premiações tornou-se mais rigoroso.

## Outros países
O termo também foi usado em discussões sobre a concessão de medalhas às forças armadas britânicas. Antes das guerras no Afeganistão e no Iraque, o Exército Britânico tinha a reputação de raramente conceder medalhas de bravura, fora das unidades de forças especiais. O Telegraph observou em 2009 que houve um aumento significativo no número concedido desde 2003. No entanto, o processo depende muito da redação da citação da medalha do comandante, o que pode levar à variabilidade. Como exemplo, o 1º Batalhão do Regimento Real da Princesa de Gales foi premiado com 37 medalhas (incluindo uma Cruz Vitória, a maior condecoração do país por bravura) por uma única viagem, mas unidades semelhantes envolvidas em viagens semelhantes em 2003 e 2006 receberam apenas uma única menção em despachos.
Nas Forças Armadas Canadianas, houve algum descontentamento sobre a concessão de medalhas de campanha, particularmente porque não havia meios de diferenciar entre aqueles que serviam regularmente em patrulha e aqueles que nunca deixaram a relativa segurança da base. Anne Irwin, uma antropóloga militar do Centro de Estudos Estratégicos e Militares da Universidade de Calgary, propôs dois novos prémios: uma roseta na medalha de campanha para aqueles que estavam fora da base e um distintivo de combate para aqueles que lutaram. Isto seria semelhante à prática do Exército dos EUA de conceder o Distintivo de Infantaria de Combate, o Distintivo Médico de Combate e o Distintivo de Ação de Combate (este último introduzido para resolver um problema semelhante em 2005).